# Kamienica Józefa Lipińskiego w Warszawie (Śródmieście)
Kamienica Józefa Lipińskiego – zabytkowa neorenesansowa kamienica znajdująca się w Al. Jerozolimskich 63 w warszawskiej dzielnicy Śródmieście.

## Opis
Kamienica została wzniesiona w latach 1897–1898 w stylu eklektycznego neorenesansu według projektu Józefa Hussa lub Witolda Lanciego. Powstały narożny 4 piętrowy budynek nazwano Pasażem Lipińskiego. Fasada od strony Alej posiada charakterystyczną zamkniętą pilastrami partię o zespolonych oknach. Od strony ul. Emilii Plater zaprojektowano trzy pseudoryzality. Dwie pierwsze kondygnacje kamienicy są boniowane, a trzecia została ozdobiona gzymsami oraz trójkątnymi naczółkami. Półokrągło zamknięte okna czwartej kondygnacji posiadają bogate oprawy sztukatorskie. Okna ostatniego piętra budynku zostały ozdobione girlandami, a jego szczyt zamykał wydatny gzyms.

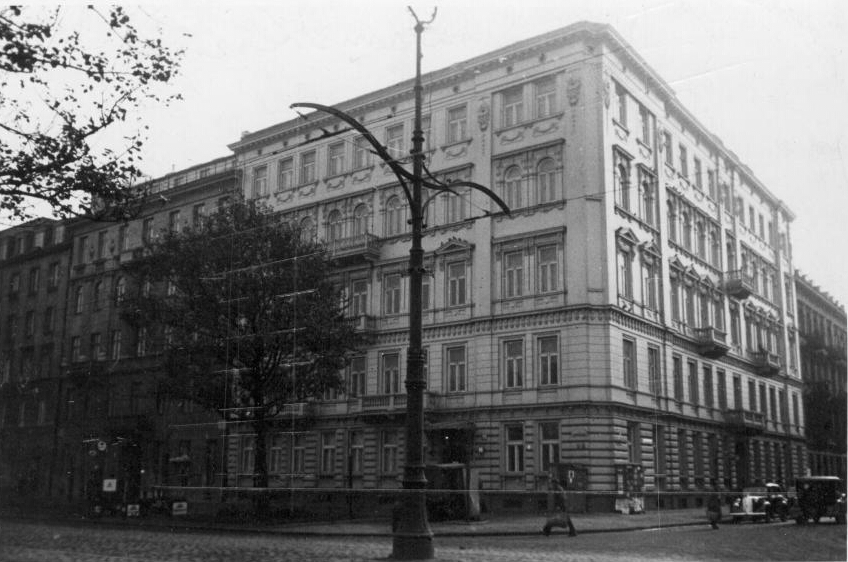
Kamienica około 1938 roku

Kamienica była jedną z kilku w Alejach Jerozolimskich, należących do Józefa Lipińskiego, jednak do dzisiejszych czasów zachowały się tylko dwie, ta oraz druga pod numerem 109.
Przy okazji budowy Dworca Centralnego w 1974 podjęta została decyzja o skuciu zdobień sztukatorskich z fasady, w celu nadania budynkowi bardziej modernistycznego charakteru. W 2005 roku kamienica zdobyła rozgłos gdy jej nowy właściciel, Tomasz Gudzowaty ogłosił zamiar jej wyburzenia pod budowę biurowca. Rozbiórce kamienicy zapobiegł, jednak konserwator zabytków wpisując ją w 2006 roku do rejestru zabytków. W konsekwencji wpisu obiekt został wystawiony na sprzedaż, która została sfinalizowana w 2007 roku. Kamienicę nabył szwedzki inwestor Reinhold, który w latach 2009–2010 przeprowadził remont generalny budynku i odtworzył oryginalny wystrój elewacji. Przebudowa zakładała, również przykrycie dziedzińca kamienicy szklanym dachem oraz połączenie jej z sąsiednią kamienicą Józefa Duzika w jeden kompleks. Nowy właściciel zdecydował się też na nowoczesną nadbudowę kamienicy o jedno dodatkowe piętro, co wzbudziło kontrowersje. W budynku obecnie znajdują się biura oraz lokale gastronomiczne.